# Дабыл
Дабы́л (Dabyl) — казахский национальный ударный музыкальный инструмент типа литавры. Представляет собой ободок с рукояткой, обтянутый с двух сторон бычьей кожей. Один из вариантов дабыла имеет медный шлемовидный корпус. Диаметр инструмента — варьируется. Дабыл обладает громким звуком и в прошлом использовался для подачи военных сигналов, к примеру, сигнала атаки, наступление врага. В древности у казахов были широко распространены ударные инструменты — дабыл, дауылпаз и шындауыл, которые также применялись при охоте, во время религиозных обрядов, при извещении о предстоящих кочёвках.
Традиционно на дабыле играли руками или нагайкой. В настоящее время существует два типа оркестровых дабылов: малый с деревянным корпусом и большой с медным корпусом. Большой дабыл имеет винтовой механизм настройки. На современных инструментах играют деревянными колотушками с мягкими наконечниками.
Дабыл имеет некоторое сходство с ударными инструментами индейцев северной Америки, которые использовали его во время ритуальных плясок.
Древние образцы дабылов, найденные на территории Казахстана, в настоящее время хранятся в музеях Санкт-Петербурга, Семея, Омска, Астрахани и Алма-Аты.